# Braga
Braga – miasto i gmina, stolica północno-zachodniego dystryktu Braga i historycznej krainy Minho. Dystrykt Braga liczyła 201 583 mieszkańców (w 2023 r.), stanowi siódmą co do wielkości gminę w Portugalii pod względem liczby ludności.
Braga jest miastem centralnym Wielkiej Aglomeracji Minho (port. Grande Área Metropolitana do Minho), która liczy ponad 800 tys. mieszkańców. W mieście znajduje się stacja kolejowa Braga.

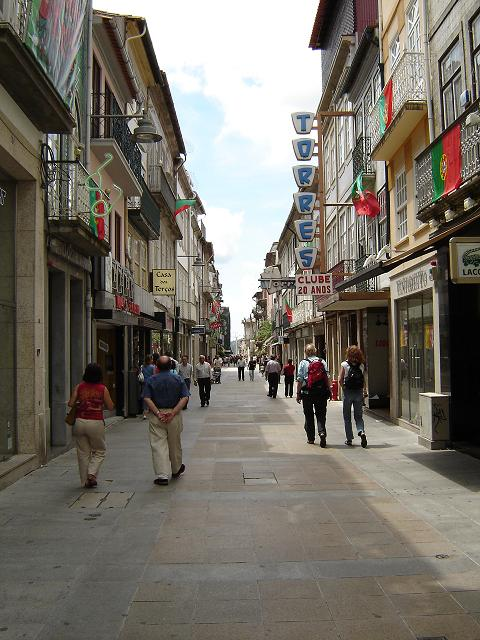
Braga, Rua do Souto

## Sołectwa
Dystrykt Braga dzieli się na sołectwa:

- Adaúfe
- Arcos
- Arentim
- Aveleda
- Cabreiros
- Celeirós
- Cividade
- Crespos
- Cunha
- Dume
- Escudeiros
- Espinho
- Esporões
- Ferreiros
- Figueiredo
- Fradelos
- Fraião
- Frossos
- Gondizalves
- Gualtar
- Guisande
- Lamaçães
- Lamas
- Lomar
- Maximinos
- Mire de Tibães
- Morreira
- Navarra
- Nogueira
- Nogueiró
- Padim da Graça
- Palmeira
- Panóias
- Parada de Tibães
- Passos
- Pedralva
- Pousada
- Priscos
- Real
- Ruilhe
- Santa Lucrécia de Algeriz
- Santo Estêvão do Penso
- São João do Souto
- São José de São Lázaro
- São Mamede de Este
- São Paio de Merelim
- São Pedro de Este
- São Pedro de Merelim
- São Pedro de Oliveira
- São Vicente
- São Vicente do Penso
- São Vítor
- Sé
- Semelhe
- Sequeira
- Sobreposta
- Tadim
- Tebosa
- Tenões
- Trandeiras
- Vilaça
- Vimieiro

## Demografia
| Liczba ludności gminy Braga (1801-2023) | Liczba ludności gminy Braga (1801-2023) | Liczba ludności gminy Braga (1801-2023) | Liczba ludności gminy Braga (1801-2023) | Liczba ludności gminy Braga (1801-2023) | Liczba ludności gminy Braga (1801-2023) | Liczba ludności gminy Braga (1801-2023) | Liczba ludności gminy Braga (1801-2023) | Liczba ludności gminy Braga (1801-2023) | Liczba ludności gminy Braga (1801-2023) | Liczba ludności gminy Braga (1801-2023) | Liczba ludności gminy Braga (1801-2023) |
| --------------------------------------- | --------------------------------------- | --------------------------------------- | --------------------------------------- | --------------------------------------- | --------------------------------------- | --------------------------------------- | --------------------------------------- | --------------------------------------- | --------------------------------------- | --------------------------------------- | --------------------------------------- |
| 1801                                    | 1849                                    | 1900                                    | 1930                                    | 1960                                    | 1981                                    | 1991                                    | 2001                                    | 2004                                    | 2006                                    | 2011                                    | 2023                                    |
| 30 552                                  | 40 004                                  | 58 339                                  | 60 761                                  | 92 938                                  | 125 472                                 | 141 256                                 | 164 192                                 | 170 858                                 | 173 946                                 | 181 474                                 | 201 583                                 |

## Miasta partnerskie
- Astorga, Hiszpania
- Bissora, Gwinea Bissau
- Clermont-Ferrand, Francja
- Puteaux, Francja
- Santo André, Brazylia
- São Nicolau, Republika Zielonego Przylądka